# Museo de la Energía
La Fábrica de Luz. Museo de la Energía es un museo situado en Ponferrada, en la comarca del Bierzo, provincia de León, comunidad autónoma de Castilla y León (España). Se ubica junto al Puente del Centenario sobre el río Sil.

## Descripción

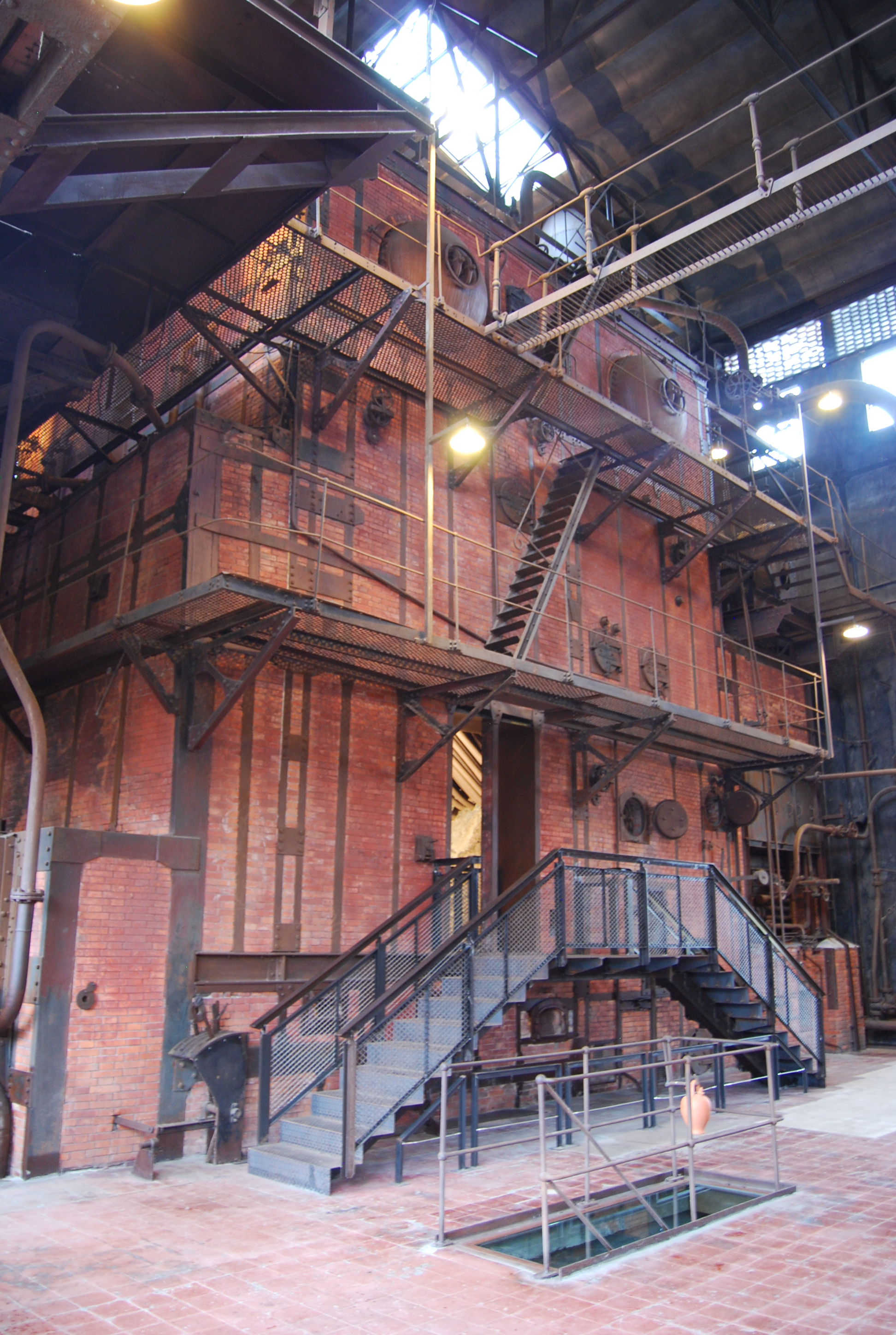
Caldera Walther de la antigua central

La Fábrica de Luz. Museo de la Energía es un espacio de ocio cultural y científico, donde la energía es protagonista de la vida de las personas desde hace siglos. Su sede abierta al público, cuyos trabajos de recuperación han sido galardonados por la Unión Europea con el Premio a la Conservación del Patrimonio Cultural, fue abierta al público el 14 de julio de 2011.
Ubicada en la antigua central de la Minero Siderúrgica de Ponferrada (MSP) que estuvo en funcionamiento entre 1920 y 1971, se ha transformado en el lugar donde se cuenta la relación del carbón con la energía desde los puntos de vista tecnológico y social. Su restauración se ha realizado respetando completamente los elementos originales de la central y ha posibilitado la recuperación, para nuevos usos culturales, de una de las joyas del patrimonio industrial español.
La historia del Museo se ha reconstruido con la ayuda y aportaciones de más de 200 colaboradores. Algunos son extrabajadores de la central que protagonizan la visita a través de sus testimonios en vídeo en los que describen sus funciones en cada espacio del edificio.
La relación del carbón con la energía desde los puntos de vista tecnológico y social se cuenta en La Fábrica de Luz. Los espacios en los que se ubican estos contenidos sirven para hilar el discurso que comienza en el Muelle de Carbones, donde se descargaban manualmente los vagones de carbón procedentes del lavadero. El material resbalaba por la pendiente acumulándose sobre el sistema de tolvas, y gracias a un sistema de cintas transportadoras, era reconducido hasta el siguiente edificio, la Nave de Calderas, destinado a la combustión del carbón.
Finalmente, el material llegaba a la Nave de Turbinas, edificio donde se alojaba toda la maquinaria que hacía posible la producción de electricidad.
El Museo es también un espacio de ocio y participación en el que se realizan actividades para todos los públicos, tales como talleres, cursos, conferencias, y eventos de todo tipo, en los que la energía es siempre protagonista.
La Fábrica de Luz. Museo de la Energía cuenta además con otra sede, inaugurada en marzo de 2023, como edificio principal. Se ubica en la antigua central térmica de Compostilla I que estuvo operativa desde 1949 hasta el año 1974, y ha sido determinante en la vida, el paisaje y el desarrollo de la zona. El edificio alberga dos exposiciones principales en las que se aborda la evolución y el progreso de las sociedades humanas en función del conocimiento y la eficiencia en el aprovechamiento de las transformaciones de la energía, y una instalación con especies vegetales vivas, a modo de híbrido entre una exposición y un jardín, donde explicar la importancia de la fotosíntesis y los flujos de la energía en los ecosistemas.